# Čeľadince
Čeľadince (bis 1927 slowakisch „Čeladince“; ungarisch Családka) ist eine slowakische Gemeinde im Okres Topoľčany und im Nitriansky kraj mit 516 Einwohnern (Stand 31. Dezember 2024).

## Geographie
Die Gemeinde befindet sich im östlichen Teil des Hügellands Nitrianska pahorkatina am Westhang des Tribetzgebirges, am linken Ufer und der Flurterrasse der Nitra. Das Ortszentrum liegt auf einer Höhe von 170 m n.m. und ist acht Kilometer von Topoľčany entfernt.
Nachbargemeinden sind Nitrianska Streda im Norden und Osten, Kovarce im Süden und Chrabrany im Westen.

## Geschichte

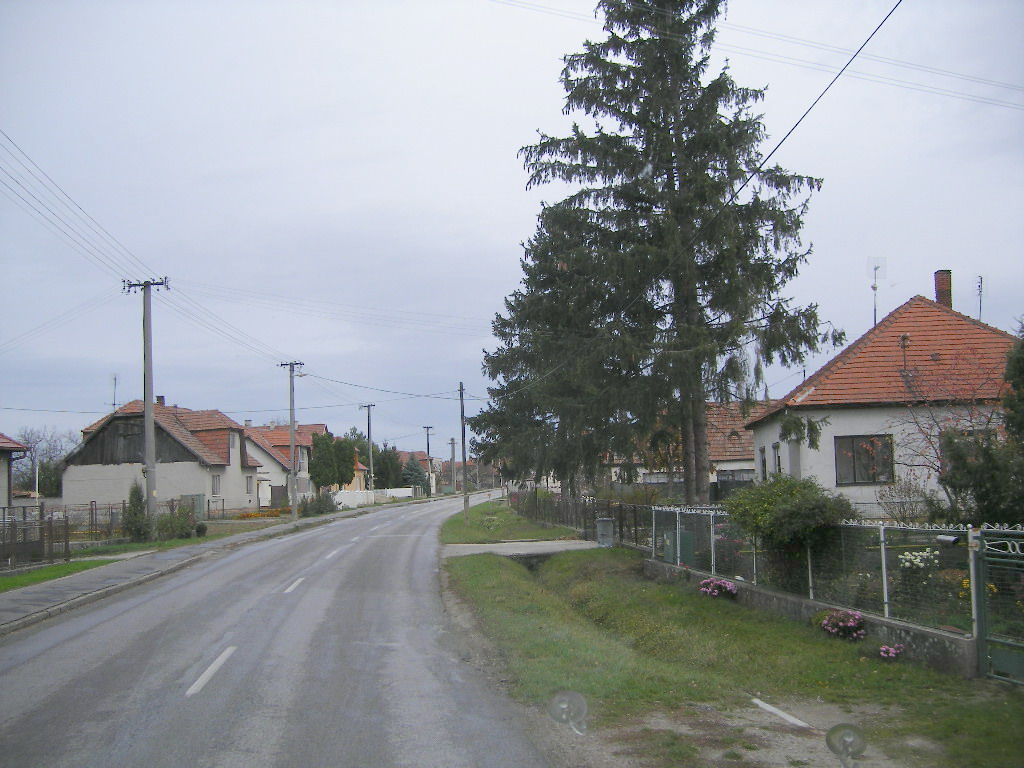
Čeľadince

Čeľadince wurde zum ersten Mal 1113 als Sulad, nach anderen Quellen erst 1278 als Chalad schriftlich erwähnt. 1178 war das Dorf Besitz der Neutraer Burg, 1274 der Familie Családy und später gehörte es den Familien Szerdahelyi und Odeschalchi. 1715 gab es Weingärten und 17 Haushalte, 1787 hatte die Ortschaft 35 Häuser und 244 Einwohner, 1828 zählte man 35 Häuser und 242 Einwohner, die als Landwirte beschäftigt waren.
Bis 1918 gehörte der im Komitat Neutra liegende Ort zum Königreich Ungarn und kam danach zur Tschechoslowakei beziehungsweise heute Slowakei. In der ersten tschechoslowakischen Republik arbeitete ein Teil der Einwohner als Saisonarbeiter sowie als Arbeiter in umliegenden Großgütern, während andere ihren Lebensunterhalt im Ausland bestreiten mussten. Von 1976 bis 1990 war Čeľadince Teil der Gemeinde Nitrianska Streda.

## Bevölkerung
| Jahr                | 1994 | 2004    | 2014    | 2024     |
| ------------------- | ---- | ------- | ------- | -------- |
| Anzahl der Personen | 440  | 447     | 435     | 516      |
| Unterschied         |      | +1,59 % | −2,68 % | +18,62 % |

| Jahr                | 2023 | 2024    |
| ------------------- | ---- | ------- |
| Anzahl der Personen | 514  | 516     |
| Unterschied         |      | +0,38 % |

Gemäß der Volkszählung 2011 wohnten in Čeľadince 446 Einwohner, davon 429 Slowaken, vier Tschechen sowie jeweils ein Deutscher, Magyare und Ukrainer. Sechs Einwohner gaben eine andere Ethnie an und vier Einwohner machten keine Angaben zur Ethnie.
222 Einwohner bekannten sich zur Evangelischen Kirche A. B., 154 Einwohner zur römisch-katholischen Kirche, vier Einwohner zur griechisch-katholischen Kirche, zwei Einwohner zu den Zeugen Jehovas, jeweils ein Einwohner zur evangelisch-methodistischen Kirche und zur orthodoxen Kirche und vier Einwohner zu einer anderen Konfession. 39 Einwohner waren konfessionslos und bei 19 Einwohnern wurde die Konfession nicht ermittelt.